# .ck
.ck – domena internetowa przypisana do Wysp Cooka. Została utworzona 8 sierpnia 1995. Zarządza nią Telecom Cook Islands Ltd..